# Ба, Ламине
Ламине Ба (фр. Lamine Ba; род. 24 августа 1997, Вильпент) — французский и мавританский футболист, защитник клуба «Вараждин» и национальной сборной Мавритании.

## Карьера

### Молодёжная карьера
Начинал заниматься футболом в академии клуба «Генгам», позже отправился в академию Пари Сен-Жермен. В октябре 2015 года также появлялись слухи, что футболистом был заинтересован «Ливерпуль». В 2016 году в статусе свободного агента перешёл в итальянский клуб из Серии B «Виртус Энтелла», где выступал в резервной команде. Пару раз футболист попадал в заявку основной команды, однако дебютировать за неё так и не смог.

### «Докса»
В июле 2017 года перешёл в киприотский клуб «Докса» за 200 тысяч евро. Дебютировал за клуб 21 августа 2017 года в матче против «Олимпиакоса». Сразу же стал ключевым центральным защитником клуба. В дебютном сезоне провёл за клуб 31 матч во всех турнирах. В сезоне 2018/19 года провёл только 5 матчей, затем оставшуюся часть пропустил из-за травм.

### «Прогрес»
В августе 2020 года на правах свободного агента перешёл в люксембургский клуб «Прогрес». Дебютировал за клуб 20 августа 2020 года в матче против клуба «Уна Штрассен». Свой дебютный го забил 6 марта 2021 года в матче против «Женесса». Закрепился в основной команде, став ключевым защитником клуба.
Свой первый матч в сезоне 2021/22 сыграл 14 августа 2021 года против клуба «Ф91 Дюделанж». Первыми голами за клуб отметился 27 ноября 2021 года, записав на свой счёт дубль в матче против клуба «РМ Хамм Бенфика». Провёл в сезоне 30 матчей во всех турнирах отличившись 2 забитыми голами.

### «Вараждин»
В июле 2022 года перешёл в хорватский клуб «Вараждин». Дебютировал за клуб 22 июля 2022 года в матче против клуба «Истра 1961». первым результативным действием за клуб отличился 20 августа 2022 года в матче против клуба «Шибеник», отдав голевую передачу. Футболист быстро смог закрепиться в основной команде клуба, однако некоторую часть сезона пропустил из-за травм. Закончил сезон вместе с клубом на шестом итоговом месте, отличившись за клуб своей единственной результативной передачей.
Начало нового сезона футболист пропустил из-за травмы, вернувшись в распоряжения клуба лишь в конце октября 2023 года. Первый матч в сезоне сыграл 5 ноября 2023 года против загребского «Динамо», выйдя на замену на 91 минуте.

## Международная карьера
В марте 2022 года был вызван в национальную сборную Мавритании. Дебютировал за сборную 26 марта 2022 года в товарищеском матче против сборной Мозамбика. Вместе со сборной в июне 2022 года принял участие в квалификационных матчах на Кубок африканских наций 2023 года, сыграв свой первый матч против сборной Судана.